# Bise (viento)
El bise es un viento procedente del N-NE, frío y seco, que nace en el nordeste de Europa y sopla a través de las llanuras continentales, alcanzando especialmente la zona de la meseta suiza, la zona del lago Ginebra y de Lyon. Relativamente frío y seco, se le conoce con razón como un viento de buen tiempo, a diferencia del Bise noire ("bise negro") que sopla a veces con visibilidad reducida y lluvia. En general, el bise aparece después de un período lluvioso y nunca la precede. Hay una pausa de varias horas antes de su establecimiento. La precede calma o un joran (viento del noroeste) que se va debilitando.

## En Francia
En Francia sopla desde el nordeste hacia el sur del Macizo Central, donde se le llama bise noire ("bise negro"). Sopla todo el año, y normalmente lo acompañan cielos azules. Sin embargo, a veces puede atraer nubes muy negras y tormentas en otoño e invierno. El viento bise es el nombre igualmente que se le da a un viento del sector nordeste en la Turena y en Quercy, así como a un viento del este en las Deux-Sèvres.

## En Suiza
En Suiza el bise sopla desde el nordeste, sobre todo en los meses de invierno, y se debe a un núcleo de altas presiones en el noroeste de Suiza. Los efectos más fuertes del bise se encuentran en Ginebra, situada en un estrecho pasadizo entre los montes Jura en el oeste y los Alpes en el sur. Muchos viajeros extranjeros a esta ciudad suiza han comentado este viento.

## Características delbise

### Condiciones de formación
Se necesita la presencia de un anticiclón centrado en el noroeste (islas británicas) o el norte (península escandinava). A continuación, crea un gradiente de presión que causa una corriente noreste deslizándose por los Alpes a baja altura. No hace falta la presencia de una depresión activa en el Mediterráneo.

### Duración
Tradicionalmente, en el oeste de Suiza se dice que el bise dura 3, 6 o 9 días consecutivos. Esta creencia popular no se basa en ninguna observación seria y ha quedado especialmente debilitada por los estudios del profesor Emile Plantamour 1863 y Max Bouët en 1947. El bise más frecuente dura un día o medio día.
Observamos que los vientos bise del verano son, en general, más cortos y los de invierno más largos; los más duraderos soplan entre noviembre y marzo.

### Frecuencia
En todo el año, el viento bise no es más frecuente que otros. Sin embargo, es claramente dominante en el primer semestre del año y la minoría en el segundo, más común en la primavera (abril y mayo) y escaso en verano.

### Velocidad
Los bises débiles (10-15 km / h) a moderados (<40 km / h) son los más frecuentes. Estos son promedios calculados en intervalos, que no excluye ráfagas más fuertes.
Los bises fuertes no son comunes. Un par de veces al año se mide de 60 a 70 km / h con velocidades máximas de 90 km / h o más. Los bises tempestuosos son excepcionales, pero se han llegado a medir velocidades de 110 a 120 km/h, causando daños en techos, árboles y barcos.

## Bise noire
El Bise noire o "bise negro" se distingue del Bise franche. Sopla muy fuerte, incluso de tormenta, los días nublados, fríos y húmedos, a veces acompañado de precipitaciones.
Sopla por la alta presión del Atlántico asociada con una depresión activa en el Mediterráneo occidental (Cerdeña, el Golfo de Génova). La corriente baja es el noreste, pero se supera en más de 2000 metros por una corriente cálida y húmeda del sursureste que ofrece abundantes lluvias a la región alpina.